# Lijst van plaatsen in Akershus
Dit is een lijst van plaatsen in Akershus, een voormalige provincie van Noorwegen.
| Gemeenten met beginletter(s) A-Ei - gemeente Ås - Ås - Nordby - Togrenda - gemeente Asker - gemeente Aurskog-Høland - Aursmoen - Bjørkelangen - Fosser - Hemnes - Løken - Momoen - gemeente Bærum - Fornebu - Sandvika - gemeente Eidsvoll - Eidsvoll - Finnbråtan - Langset - Minnesund - Råholt | Gemeenten met beginletter(s) En-Na - gemeente Enebakk - Flateby - Kirkebygda - Ytre Enebakk - gemeente Fet - gemeente Frogn - Drøbak - gemeente Gjerdrum - gemeente Hurdal - Prestegårdshagen - Torget - gemeente Lørenskog - gemeente Nannestad - Åsgrenda - Eltonåsen - Løkenfeltet - Maura - Teigebyen | Gemeenten met beginletter(s) Ne-R - gemeente Nes - Årnes - Aulifeltet - Brårud - Fjellfoten - Haga - Kampå - Skogrand - Tomteråsen - Opakermoen - Vormsund - gemeente Nesodden - Fjellstrand - Fagerstrand - Nesoddtangen - Torvik - gemeente Nittedal - Åneby - Grønvoll - Løstad - Rotnes - gemeente Oppegård - gemeente Rælingen - Fjellstad - Smestad | Gemeenten met beginletter S-Z - gemeente Skedsmo - Leirsund - Lillestrøm - Strømmen - gemeente Ski - Kråkstad - Siggerud - Ski - gemeente Sørum - Frogner - Hogsetfeltet - Lindeberg - Lørenfallet - Lundermoen - Sørumsand - gemeente Ullensaker - Algarheim - Borgen - Jessheim - Kløfta - Nordkisa - Sessvollmoen - gemeente Vestby - Hølen - Vestby |